# Nekrolog 2. Quartal 1914
Nekrolog
◄◄
| ◄
| 1910
| 1911
| 1912
| 1913
| 1914 | 1915 | 1916 | 1917 | 1918 | ► | ►►
1. Quartal |
2. Quartal |
3. Quartal |
4. Quartal 1914
Weitere Ereignisse | Allgemeiner Nekrolog 1914
Die Beschreibung der verstorbenen Person sollte so kurz wie möglich gehalten sein und nur deren signifikante Tätigkeit(en) enthalten.
Neue Namen ggf. auch unter dem Geburts- und Sterbedatum, also etwa unter 1. Januar und im Geburts- und Sterbejahr (2024) eintragen (nur bei entsprechender großer Wichtigkeit). Für Beispiele siehe die schon vorhandenen Artikel.
Außerdem über die fünf zuletzt Verstorbenen, zu denen es einen ausreichend guten Artikel für eine Präsentation auf der Hauptseite gibt, nach der todesbedingten Überarbeitung der Artikel ggf. auch unter Wikipedia Diskussion:Hauptseite informieren und sie am besten auch in den anderen Wikipedia-Sprachversionen eintragen. Tipp: Regelmäßig bei news.google.de nach „ist tot“, „gestorben“ oder „verstorben“ suchen.
Wenn eine Person gestorben ist, gibt es viele Seiten zu dieser Person in der Wikipedia, die davon auch betroffen sind und entsprechend aktualisiert werden müssen. Beispiele: Namenübersichtsseite, Geburtsjahr, Geburtsort-Seiten und viele mehr.
Wie finde ich die betroffenen Seiten?
Im Suchfeld auf der linken Seite gibt man den Suchbegriff so ein: „Vorname Nachname“. Dann klickt man auf Volltext und alle Seiten mit entsprechendem Suchtext werden aufgerufen. Hier sieht man dann schnell, wo auch das Todesjahr Sinn macht oder sogar ein Teil des Artikels angepasst werden muss. Auch hilft das „Werkzeug“ auf der linken Seite sehr gut, um solche Seiten aufzufinden: „Links auf diese Seite“. Somit ist die Wikipedia wieder aktuell in allen Bereichen! Hinweis: bei Eintragung der Kategorie „Gestorben JAHR“ wird der Missbrauchsfilter 49 ausgelöst, was jedoch nicht schlimm ist. Siehe: Spezial:Missbrauchsfilter/49
Dies ist eine Liste von im zweiten Quartal 1914 verstorbenen bekannten Persönlichkeiten. Die Einträge erfolgen innerhalb der einzelnen Daten alphabetisch sortiert. Tiere sind im Nekrolog für Tiere zu finden.

## April
| Tag       | Name                                  | Beruf, bekannt als | Alter | Beleg |
| --------- | ------------------------------------- | --- | ----- | ----- |
| 1. April  | Sophus Mads Jørgensen                 | dänischer Chemiker | 76    |       |
| 1. April  | Rube Waddell                          | US-amerikanischer Baseballspieler | 37    |       |
| 1. April  | Hermann Weiß                          | deutscher evangelischer Theologe | 80    |       |
| 2. April  | Paul Heyse                            | deutscher Schriftsteller | 84    |       |
| 2. April  | Robert Hirschfeld                     | österreichischer Musikpädagoge und Musikkritiker                                                                                                | 56    |       |
| 2. April  | Johannes Mühlhäuser                   | deutscher Weinbaufachmann und Politiker | 79    |       |
| 2. April  | Albert Studler                        | Schweizer Landwirt und Politiker | 73    |       |
| 2. April  | Karl von Stünzner                     | preußischer General der Kavallerie | 74    |       |
| 3. April  | Suzannah Ibsen                        | norwegische Frau, Ehefrau des norwegischen Schriftsteller und Dramatiker Henrik Ibsen                                                           | 77    |       |
| 3. April  | Otto May                              | deutscher Gutsinspektor, Generalsekretär des Landwirtschaftlichen Vereins in Bayern und Honorarprofessor an der Technischen Universität München | 80    |       |
| 3. April  | Johannes Storck                       | katholischer Priester der Diözese Speyer, Dekan, Publizist                                                                                      | 84    |       |
| 4. April  | Paul Ehrenreich                       | deutscher Anthropologe, Ethnologe | 58    |       |
| 4. April  | Josef Krempl                          | österreichischer Schriftsteller | 52    |       |
| 4. April  | Friedrich Weyerhäuser                 | US-amerikanischer Holzmogul | 79    |       |
| 5. April  | Bernard Borggreve                     | deutscher Forstwissenschaftler | 77    |       |
| 6. April  | Józef Chełmoński                      | polnischer Maler | 64    |       |
| 6. April  | Eduard Kleine                         | deutscher Bergbau-Ingenieur und -Unternehmer, Politiker (NLP), MdR                                                                              | 76    |       |
| 6. April  | Karl Nawratil                         | österreichischer Justiz- und Advokaturbeamter und Komponist                                                                                     | 77    |       |
| 7. April  | Mohammed Ayub Khan                    | afghanischer Emir |       |       |
| 7. April  | Sigmund Friedl                        | österreichischer Philatelist | 63    |       |
| 7. April  | Henri Petri                           | niederländischer klassischer Violinist | 58    |       |
| 7. April  | Carl Tomaselli der Jüngere            | österreichischer Cafétier | 75    |       |
| 8. April  | Jakub Arbes                           | tschechischer Journalist und Schriftsteller | 73    |       |
| 08. April | Alexander F. Chamberlain              | kanadischer Anthropologe | 49    |       |
| 8. April  | Jordan E. Cravens                     | US-amerikanischer Politiker | 83    |       |
| 9. April  | Ebenezer Sumner Draper                | US-amerikanischer Politiker | 55    |       |
| 9. April  | Heinrich Schaberg                     | deutscher Geheimer Sanitätsrat, Ehrenbürger der westfälischen Stadt Hagen                                                                       | 80    |       |
| 9. April  | Shōken                                | Kaiserliche Gemahlin des Meiji-Tennō | 64    |       |
| 10. April | Ferdinand Leopold von Andrian-Werburg | österreichischer Geologe und Anthropologe | 78    |       |
| 10. April | Gustav Gutheil                        | deutscher Kapellmeister, Dirigent, Komponist und Musikpädagoge                                                                                  | 46    |       |
| 10. April | Nelson B. McCormick                   | US-amerikanischer Politiker | 66    |       |
| 10. April | Hermann Reichelt                      | deutscher Pilot | 36    |       |
| 10. April | Karl Ernst Schrod                     | deutscher römisch-katholischer Weihbischof | 73    |       |
| 11. April | Carl Chun                             | deutscher Zoologe und Tiefseeforscher | 61    |       |
| 11. April | Hans Carl Federath                    | Landrat und Unternehmer | 65    |       |
| 11. April | Helena Guerra                         | italienische Ordensschwester und Ordensgründerin                                                                                                | 78    |       |
| 12. April | Karl Frauscher                        | österreichischer Paläontologe | 61    |       |
| 12. April | Josef Nešvera                         | tschechischer Komponist | 71    |       |
| 12. April | Martin Joseph Schlimbach              | deutscher Orgel- und Instrumentenbauer | 73    |       |
| 13. April | Adolf Fischer                         | österreichischer Kunstsammler, Schauspieler und Theaterintendant                                                                                | 57    |       |
| 13. April | Wilhelm Lentrodt                      | deutscher Schriftsteller |       |       |
| 13. April | Ernst August Roßteuscher              | deutscher Architekt und Baubeamter | 64    |       |
| 15. April | Franz S. Englhofer                    | österreichischer Unternehmer |       |       |
| 15. April | Friedrich von Hohenau                 | deutscher Adliger | 56    |       |
| 15. April | Oscar Küntzel                         | deutscher Jurist | 79    |       |
| 15. April | William Shadrack Shallenberger        | US-amerikanischer Politiker | 74    |       |
| 16. April | Hermann Ahlwardt                      | deutscher Politiker, MdR und antisemitischer Agitator                                                                                           | 67    |       |
| 16. April | Samuel Rutherford Crockett            | schottischer Schriftsteller und Journalist |       |       |
| 16. April | George William Hill                   | US-amerikanischer Astronom und Mathematiker | 76    |       |
| 17. April | George W. Faris                       | US-amerikanischer Politiker | 59    |       |
| 17. April | Hubert Holtmann                       | deutscher Architekt | 49    |       |
| 17. April | Samuel Klatschko                      | russischer Revolutionär | 62    |       |
| 18. April | Franz Rigler                          | österreichischer Politiker | 75    |       |
| 18. April | Dietrich C. Smith                     | US-amerikanischer Politiker | 74    |       |
| 18. April | Karl Zeumer                           | deutscher Historiker | 64    |       |
| 19. April | Morton Betts                          | englischer Cricket- und Fußballspieler | 66    |       |
| 19. April | Karl Dehner                           | deutscher Heimatforscher und Historiker | 51    |       |
| 19. April | Emil Heinrich Otto Müller             | deutscher Altphilologe und Lehrer | 88    |       |
| 19. April | William Barry Owen                    | US-amerikanischer Pionier in der Entwicklung der Unterhaltungsindustrie                                                                         | 54    |       |
| 19. April | Charles Sanders Peirce                | amerikanischer Mathematiker, Philosoph und Logiker                                                                                              | 74    |       |
| 20. April | Henry Brackenbury                     | britischer General und Autor | 76    |       |
| 20. April | Wilhelm August von Breitling          | deutscher Jurist und Politiker | 79    |       |
| 20. April | Ivar Wickman                          | schwedischer Mediziner | 41    |       |
| 21. April | Otto Gerlach                          | deutscher Arzt | 47    |       |
| 22. April | Theodor Hofmann                       | deutscher Geistlicher, Hochschullehrer und Politiker (Zentrum), MdR                                                                             | 70    |       |
| 22. April | Georg von Rottenhan                   | deutscher Politiker | 82    |       |
| 23. April | Chariton Genadiew                     | bulgarischer Politiker und Journalist |       |       |
| 23. April | Edward Robert Hughes                  | englischer Maler | 62    |       |
| 23. April | Hildur Schirmer                       | deutsch-norwegische Sopranistin, Gesangslehrerin und Frauenrechtlerin                                                                           | 58    |       |
| 23. April | Karl Skalitzky                        | böhmischer Jurist und Entomologe | 73    |       |
| 23. April | Wilhelm von Wedekind                  | deutscher Politiker, Landtagsabgeordneter Großherzogtum Hessen                                                                                  | 83    |       |
| 24. April | Benedetto Menni                       | italienischer Ordenspriester, Ordensgründer und Heiliger der katholischen Kirche                                                                | 73    |       |
| 24. April | Pauline von Württemberg               | Prinzessin Haus Württemberg und Sozialdemokratin                                                                                                | 60    |       |
| 25. April | Géza Fejérváry                        | österreich-ungarischer General und Politiker | 81    |       |
| 26. April | Richard Knötel                        | deutscher Historienmaler | 57    |       |
| 26. April | Eduard Suess                          | österreichischer Geologe und liberaler Politiker                                                                                                | 82    |       |
| 27. April | Georg Evert                           | deutscher Statistiker und Nationalökonom | 57    |       |
| 27. April | Eugen Frank                           | deutscher Chemiker | 59    |       |
| 27. April | Johann von Sieberer                   | österreichischer Philanthrop und Versicherungsfachmann                                                                                          | 83    |       |
| 28. April | Joseph Henry Burrows                  | US-amerikanischer Politiker | 73    |       |
| 28. April | Senna Hoy                             | deutscher Anarchist und Schriftsteller | 31    |       |
| 28. April | Thomas G. Jones                       | US-amerikanischer Jurist und Politiker | 69    |       |
| 28. April | Philippe Édouard Léon Van Tieghem     | französischer Botaniker und Mykologe | 75    |       |
| 29. April | Heinrich Adolph                       | niedersächsischer Pastor | 77    |       |
| 29. April | Wilfrid de Fonvielle                  | Schriftsteller | 89    |       |
| 30. April | Isidoro Falchi                        | italienischer Arzt und Archäologe | 76    |       |
| 30. April | Carl Heinersdorff                     | deutscher Geistlicher | 78    |       |
| 30. April | Georg von Lehndorff                   | Leiter der preußischen Gestütsverwaltung (1887–1911)                                                                                            | 80    |       |
| 30. April | Rufus Mallory                         | US-amerikanischer Politiker | 83    |       |

## Mai
| Tag     | Name                                      | Beruf, bekannt als                                                                                 | Alter | Beleg |
| ------- | ----------------------------------------- | -------------------------------------------------------------------------------------------------- | ----- | ----- |
| 1. Mai  | Hermann Frasch                            | deutsch-US-amerikanischer Erdölchemiker                                                            | 62    |       |
| 1. Mai  | Horace Ladd Moore                         | US-amerikanischer Politiker                                                                        | 77    |       |
| 2. Mai  | Carl August Buchholz                      | deutscher Schießpulver-Fabrikant                                                                   | 77    |       |
| 2. Mai  | John Campbell, 9. Duke of Argyll          | britischer Aristokrat und Generalgouverneur von Kanada                                             | 69    |       |
| 2. Mai  | Manuel Rivera y Muñoz                     | mexikanischer Geistlicher, Bischof von Querétaro                                                   | 54    |       |
| 2. Mai  | Newton Horace Winchell                    | US-amerikanischer Geologe                                                                          | 74    |       |
| 3. Mai  | Peter Conrad                              | Schweizer Politiker                                                                                | 64    |       |
| 3. Mai  | Paul von Gregory                          | deutscher Generalleutnant                                                                          | 63    |       |
| 3. Mai  | Egidius Gutfleisch                        | deutscher Jurist und Politiker (DFP), MdR                                                          | 69    |       |
| 3. Mai  | Daniel E. Sickles                         | US-amerikanischer Politiker und General im Sezessionskrieg                                         | 94    |       |
| 4. Mai  | Gottlieb Leuchtenberger                   | deutscher Pädagoge und Philosoph                                                                   | 74    |       |
| 4. Mai  | Joseph Scheurenberg                       | deutscher Porträt-, Genre- und Historienmaler                                                      | 67    |       |
| 5. Mai  | Johannes Pfuhl                            | deutscher Bildhauer                                                                                | 68    |       |
| 5. Mai  | Robert von Reinhardt                      | deutscher Architekt und Hochschullehrer                                                            | 71    |       |
| 5. Mai  | Thomas Ryan                               | US-amerikanischer Politiker                                                                        | 76    |       |
| 6. Mai  | Mélanie Renouard de Bussière              | elsässisch-französische Adelige, Salonnière im Paris des Zweiten Kaiserreichs                      | 78    |       |
| 6. Mai  | Franz Nekes                               | deutscher katholischer Priester, Kirchenmusiker, Komponist und Dirigent, Reformer der Kirchenmusik | 70    |       |
| 7. Mai  | Friedrich Bumüller                        | deutscher Stadtarzt und Sanitätsrat                                                                | 71    |       |
| 7. Mai  | Jules Molk                                | französischer Mathematiker                                                                         | 56    |       |
| 7. Mai  | Ferdinand Pöschl                          | Fotograf, Konditor, Lebzelter, Wachszieher, Geschäftsmann                                          | 36    |       |
| 7. Mai  | Paolo Zanini                              | Schweizer Architekt                                                                                | 43    |       |
| 8. Mai  | Walter Körte                              | deutscher Wasserbauingenieur, und Begründer der deutschen Seezeichenwissenschaft                   | 59    |       |
| 9. Mai  | Arthur Cumming                            | britischer Eiskunstläufer                                                                          | 25    |       |
| 9. Mai  | Charles Deudon                            | französischer Kunstsammler                                                                         | 81    |       |
| 9. Mai  | Blackburn B. Dovener                      | US-amerikanischer Politiker                                                                        | 72    |       |
| 9. Mai  | Paul Héroult                              | französischer Chemiker                                                                             | 51    |       |
| 9. Mai  | Heinrich Oberwinder                       | sozialdemokratischer Politiker und Journalist                                                      | 69    |       |
| 10. Mai | Israel Dow Frumkin                        | Journalist und Autor                                                                               | 63    |       |
| 10. Mai | Lillian Nordica                           | US-amerikanische Opernsängerin (Sopran)                                                            | 56    |       |
| 10. Mai | Ernst von Schuch                          | österreichisch-deutscher Dirigent                                                                  | 67    |       |
| 11. Mai | Heinrich Cohrs                            | deutscher Landschaftsmaler                                                                         | 63    |       |
| 11. Mai | Daniel De Leon                            | US-amerikanischer Sozialist                                                                        | 61    |       |
| 11. Mai | Willy Pöge                                | deutscher Unternehmer, Pferde-, Rad- und Motorsportler                                             | 44    |       |
| 12. Mai | Eugenio Montero Ríos                      | Regierungspräsident von Spanien                                                                    | 81    |       |
| 12. Mai | Elisabeth Roediger                        | deutsche Opernsängerin (Sopran)                                                                    | 54    |       |
| 13. Mai | Hermann Thüme                             | deutscher Architekt                                                                                | 56    |       |
| 14. Mai | William West                              | britischer Botaniker                                                                               | 66    |       |
| 15. Mai | August Bruchwitz                          | deutscher Kommunalpolitiker                                                                        | 76    |       |
| 15. Mai | Isaac Halevy                              | Judaist und Rabbiner                                                                               | 66    |       |
| 15. Mai | Max Hänle                                 | württembergischer Oberamtmann                                                                      | 70    |       |
| 15. Mai | Johann Traugott Sterzel                   | deutscher Paläontologe                                                                             | 73    |       |
| 16. Mai | Traugott Ludwig Krancher                  | deutscher Lehrer und Apidologe                                                                     | 90    |       |
| 17. Mai | Carl Haber                                | deutscher Bergwerksdirektor                                                                        | 81    |       |
| 17. Mai | Josef Reisenbichler                       | österreichischer Mundartdichter, Komponist und Original                                            | 75    |       |
| 18. Mai | Edward Russell Ayrton                     | britischer Ägyptologe und Archäologe                                                               | 31    |       |
| 19. Mai | Tazewell Ellett                           | US-amerikanischer Politiker                                                                        | 58    |       |
| 19. Mai | Thomas Koschat                            | österreichischer Komponist und Chorleiter                                                          | 68    |       |
| 19. Mai | Hermann Krackowizer                       | österreichischer Architekt                                                                         | 67    |       |
| 20. Mai | Alexander August Borgnis                  | Hamburger Bankier und Abgeordneter                                                                 | 87    |       |
| 20. Mai | Emanuel Leser                             | deutscher Nationalökonom und Wissenschaftshistoriker                                               | 64    |       |
| 21. Mai | Orange Jacobs                             | US-amerikanischer Politiker                                                                        | 87    |       |
| 22. Mai | Karl Attenhofer                           | Schweizer Komponist, Dirigent, Sänger und Organist                                                 | 77    |       |
| 22. Mai | Josef Schnitter                           | tschechisch-bulgarischer Architekt und Stadtplaner                                                 | 61    |       |
| 22. Mai | Oskar von Stobäus                         | deutscher Politiker                                                                                | 83    |       |
| 22. Mai | William Jackson Worthington               | US-amerikanischer Politiker                                                                        | 80    |       |
| 23. Mai | William O’Connell Bradley                 | US-amerikanischer Politiker                                                                        | 67    |       |
| 24. Mai | Georg Hettner                             | deutscher Mathematiker                                                                             | 59    |       |
| 24. Mai | William Lossow                            | deutscher Architekt                                                                                | 61    |       |
| 24. Mai | Clinton D. MacDougall                     | US-amerikanischer Offizier und Politiker                                                           | 74    |       |
| 24. Mai | Johan Henrik Antenor Nydqvist             | schwedischer Ingenieur und Industrieller                                                           | 97    |       |
| 24. Mai | Bedřich Pacák                             | böhmisch-tschechischer Politiker                                                                   | 67    |       |
| 24. Mai | Joseph Werminghoff                        | deutscher Unternehmer und Manager im Lausitzer Braunkohlenbergbau                                  | 66    |       |
| 25. Mai | Charles G. Bennett                        | US-amerikanischer Jurist und Politiker                                                             | 50    |       |
| 25. Mai | Heinrich Capler von Oedheim genannt Bautz | württembergischer Gutsbesitzer und Politiker                                                       | 79    |       |
| 25. Mai | Ferenc Kossuth                            | ungarischer Ingenieur und Politiker                                                                | 72    |       |
| 25. Mai | Josef Moest                               | deutscher Bildhauer                                                                                | 41    |       |
| 25. Mai | Heinrich Vogelsang                        | deutscher Kaufmann                                                                                 | 51    |       |
| 26. Mai | Friedrich Heinrich Bertling               | Kaufmann und Senator der Hansestadt Lübeck                                                         | 71    |       |
| 26. Mai | Jacob August Riis                         | US-amerikanischer Fotograf                                                                         | 65    |       |
| 27. Mai | Joseph Wilson Swan                        | englischer Physiker, Chemiker und Erfinder                                                         | 85    |       |
| 28. Mai | Carl Frederick Pechüle                    | dänischer Astronom                                                                                 | 70    |       |
| 28. Mai | Josef Porzer                              | österreichischer Politiker, Wiener Vizebürgermeister                                               | 66    |       |
| 28. Mai | Jakob Spieth                              | deutscher Missionar und Afrikanist                                                                 | 57    |       |
| 29. Mai | Heinrich Beck                             | deutscher Verleger und Kommerzienrat                                                               | 60    |       |
| 29. Mai | Marius Beul                               | Schweizer Kunstmaler                                                                               | 64    |       |
| 29. Mai | Joseph Gérard                             | französischer Missionar, Seliger                                                                   | 83    |       |
| 29. Mai | Peter-Paul Mauser                         | deutscher Waffenkonstrukteur, Fabrikant und Politiker (DP), MdR                                    | 75    |       |
| 29. Mai | Michael Müller                            | deutscher Mediziner und Heimatkundler                                                              | 65    |       |
| 29. Mai | Emil Sulze                                | deutscher lutherischer Theologe                                                                    | 82    |       |
| 29. Mai | Pjotr Dmitrijewitsch Swjatopolk-Mirski    | russischer Politiker, Gouverneur und Innenminister                                                 | 56    |       |
| 30. Mai | Alfred Agostinelli                        | französischer Chauffeur und Sekretär Marcel Prousts                                                | 25    |       |
| 30. Mai | Gustav Adolf von Deines                   | preußischer Offizier, zuletzt General der Artillerie                                               | 62    |       |
| 30. Mai | Hans Gaukel                               | deutscher Maler                                                                                    | 41    |       |
| 30. Mai | Rudolf Lehmann-Filhés                     | deutscher Mathematiker und Astronom                                                                | 60    |       |
| 30. Mai | Philipp Schwartzkopff                     | preußischer Verwaltungsjurist, Oberpräsident in der Provinz Posen                                  | 55    |       |
| 31. Mai | Joseph Mason                              | US-amerikanischer Jurist und Politiker                                                             | 86    |       |
| 31. Mai | Angelo Moriondo                           | italienischer Erfinder, einer der Erfinder der Espressomaschine                                    | 62    |       |
| 31. Mai | Edmund Rose                               | deutscher Chirurg                                                                                  | 77    |       |

## Juni
| Tag      | Name                                | Beruf, bekannt als                                                               | Alter | Beleg |
| -------- | ----------------------------------- | -------------------------------------------------------------------------------- | ----- | ----- |
| 1. Juni  | Karl Dammann                        | deutscher Lehrer und Schriftsteller                                              | 74    |       |
| 1. Juni  | Árpád Feszty                        | ungarischer Maler                                                                | 57    |       |
| 1. Juni  | Johann Schauer                      | österreichischer Advokat und Politiker                                           | 74    |       |
| 1. Juni  | Albert Werkenthin                   | deutscher Komponist, Pianist, Organist, Musiklehrer und Musikdirektor            | 72    |       |
| 4. Juni  | Jonas Eisinger                      | deutscher Rabbiner und Ratschreiber                                              | 69    |       |
| 4. Juni  | Otto Julius Quehl                   | deutscher Mediziner und Schriftsteller                                           | 56    |       |
| 5. Juni  | Ernst von Hammerstein-Loxten        | deutscher Politiker in Hannover und Preußen; preußischer Landwirtschaftsminister | 86    |       |
| 5. Juni  | Franz Hauer                         | österreichischer Gastwirt und Kunstsammler                                       | 47    |       |
| 5. Juni  | Ludimar Hermann                     | deutscher Physiologe                                                             | 75    |       |
| 5. Juni  | Robert von Oidtman                  | deutscher Offizier                                                               | 71    |       |
| 5. Juni  | Julius Schubring                    | deutscher klassischer Philologe                                                  | 75    |       |
| 6. Juni  | Gabriel Ferrier                     | französischer Maler                                                              | 66    |       |
| 6. Juni  | Robert Heidmann                     | deutscher Politiker, MdHB, Senator und Kaufmann                                  | 55    |       |
| 6. Juni  | Hugo Kronecker                      | deutscher Mediziner                                                              | 75    |       |
| 6. Juni  | Adolf Lieben                        | österreichischer Chemiker                                                        | 77    |       |
| 6. Juni  | Ludwig von Massow-Parnehnen         | deutscher Militär, Offizier und Politiker, MdR                                   | 70    |       |
| 6. Juni  | Emil Strohal                        | österreichisch-deutscher Jurist                                                  | 69    |       |
| 6. Juni  | Theodore Watts                      | englischer Poet und Kritiker                                                     | 81    |       |
| 7. Juni  | Ernst Bertram                       | deutscher Theaterschauspieler                                                    | 49    |       |
| 8. Juni  | Tadija Smičiklas                    | kroatischer Historiker und Politiker                                             | 70    |       |
| 9. Juni  | Max Bertram                         | Landschaftsarchitekt                                                             | 64    |       |
| 9. Juni  | Raoul Gineste                       | französischer Schriftsteller und Felibre                                         | 65    |       |
| 9. Juni  | Charles Giron                       | Schweizer Figuren- und Landschaftsmaler                                          | 64    |       |
| 9. Juni  | Johann Sobeck                       | böhmischer Komponist und Klarinettist                                            | 83    |       |
| 10. Juni | Karl Frenzel                        | deutscher Romanschriftsteller, Essayist und Theaterkritiker                      | 86    |       |
| 10. Juni | Ödön Lechner                        | ungarischer Architekt                                                            | 68    |       |
| 10. Juni | Joseph Leser                        | deutscher Geistlicher und Politiker (Zentrum), MdR                               | 68    |       |
| 11. Juni | Adolf Friedrich V.                  | Großherzog von Mecklenburg in Mecklenburg-Strelitz                               | 65    |       |
| 11. Juni | Joe McQue                           | schottischer Fußballspieler                                                      | 41    |       |
| 12. Juni | Barclay Vincent Head                | britischer Numismatiker                                                          | 70    |       |
| 12. Juni | Ernst von Schneider                 | deutscher Reichsgerichtsrat                                                      | 68    |       |
| 13. Juni | Georg Rietschel                     | deutscher lutherischer Theologe, Hochschullehrer und Liturgiewissenschaftler     | 72    |       |
| 14. Juni | Evert Jan Boks                      | niederländisch-belgischer Genre- und Porträtmaler                                | 75    |       |
| 14. Juni | John Henry Gossler                  | deutscher Kaufmann                                                               | 65    |       |
| 14. Juni | Friedrich von Marées                | deutscher Verwaltungsbeamter                                                     | 49    |       |
| 14. Juni | Adlai Ewing Stevenson               | US-amerikanischer Politiker                                                      | 78    |       |
| 14. Juni | Gustav Uhlig                        | deutscher Klassischer Philologe und Gymnasialdirektor                            | 75    |       |
| 15. Juni | Carl Blell                          | deutscher Kaufmann und liberaler Politiker, MdR                                  | 75    |       |
| 15. Juni | Carl Breus                          | österreichischer Gynäkologe und Geburtshelfer                                    | 62    |       |
| 15. Juni | Lodewijk Thomson                    | niederländischer Offizier und Politiker                                          | 45    |       |
| 15. Juni | Max Uth                             | deutscher Maler, Kunstprofessor und Leiter der Berliner Malschule                | 50    |       |
| 16. Juni | Ferdinand Adolf Kehrer              | deutscher Gynäkologe und Erfinder des modernen Kaiserschnitts                    | 77    |       |
| 17. Juni | Rosalie Büttner                     | deutsche Pädagogin, Frauenrechtlerin, Autorin                                    | 68    |       |
| 17. Juni | Theodor Francksen                   | deutscher Kunstsammler                                                           | 39    |       |
| 18. Juni | George Julius Christian Harms       | deutscher Reichsgerichtsrat                                                      | 80    |       |
| 18. Juni | Frank Hiscock                       | US-amerikanischer Politiker                                                      | 79    |       |
| 18. Juni | Hans von Petersen                   | deutscher Marinemaler                                                            | 64    |       |
| 18. Juni | Sílvio Romero                       | brasilianischer Literaturkritiker, Essayist, Dichter, Philosoph und Politiker    | 63    |       |
| 19. Juni | Brandon Thomas                      | gelernter Schiffszimmermann, Schauspieler und Autor                              | 65    |       |
| 19. Juni | Jakob Buser                         | Schweizer Bankdirektor und Politiker                                             | 66    |       |
| 19. Juni | Richard Williams                    | US-amerikanischer Politiker                                                      | 77    |       |
| 20. Juni | Gustav Conz                         | deutscher Maler, Zeichner, Zeichenlehrer und Kunsthistoriker                     | 81    |       |
| 20. Juni | Jakob Rudolf Dietschy               | Schweizer Mediziner und Direktor des Sanatoriums Allerheiligenberg               | 33    |       |
| 20. Juni | Hans Hauswirth                      | Offizier der Gemeinsamen Armee                                                   | 35    |       |
| 20. Juni | Heinrich Raupp                      | deutscher Ingenieur                                                              | 77    |       |
| 21. Juni | Carl Benjamin Klunzinger            | deutscher Zoologe                                                                | 79    |       |
| 21. Juni | Stephen C. Millard                  | US-amerikanischer Jurist und Politiker                                           | 73    |       |
| 21. Juni | Bertha von Suttner                  | österreichische Friedensaktivistin und Friedensnobelpreisträgerin                | 71    |       |
| 21. Juni | Cornelius August Wilkens            | deutscher Theologe helvetischen Bekenntnisses                                    | 84    |       |
| 22. Juni | Albert Barth                        | deutscher Landwirt und Politiker                                                 | 57    |       |
| 22. Juni | Augusta Dohlmann                    | dänische Malerin                                                                 | 67    |       |
| 22. Juni | Cuno von Oldershausen               | deutscher Rittergutsbesitzer und Politiker (DHP), MdR                            | 70    |       |
| 22. Juni | Hermann Stange                      | deutscher Dirigent, Organist und Komponist                                       | 78    |       |
| 23. Juni | Adolf Alberti                       | deutscher Lehrer und Imker                                                       | 67    |       |
| 23. Juni | Wilhelm Claus                       | deutscher Kunstmaler und Grafiker                                                | 31    |       |
| 23. Juni | Johann Eberhard Nebelthau           | deutscher Physiologe und Hochschullehrer                                         | 49    |       |
| 25. Juni | Jakob Christen                      | Schweizer Politiker und Richter                                                  | 88    |       |
| 25. Juni | Georg II.                           | Herzog von Sachsen-Meiningen                                                     | 88    |       |
| 25. Juni | Charles West Kendall                | US-amerikanischer Politiker                                                      | 86    |       |
| 25. Juni | Theodor Schäffer                    | deutscher Bauingenieur und Hochschullehrer                                       | 75    |       |
| 25. Juni | Frederick William True              | US-amerikanischer Biologe                                                        | 55    |       |
| 27. Juni | Franz Hübner                        | deutscher Missionar und Bischof der Neuapostolischen Kirche                      | 73    |       |
| 27. Juni | Hermann Rohde                       | deutscher Architekt                                                              |       |       |
| 28. Juni | Sophie Chotek von Chotkowa          | Ehefrau des österreichischen Thronfolgers Franz Ferdinand                        | 46    |       |
| 28. Juni | Franz Ferdinand von Österreich-Este | österreich-ungarischer Erzherzog und Thronfolger                                 | 50    |       |
| 28. Juni | Max von Seubert                     | badischer Offizier                                                               | 76    |       |
| 29. Juni | Julius Lerche                       | deutscher Jurist und Politiker (DFP), MdR                                        | 78    |       |
| 30. Juni | Friedrich Löwel                     | deutscher Architekt und Baubeamter                                               | 64    |       |
| 30. Juni | Natalia Nordman                     | russische Schriftstellerin                                                       | 50    |       |
| 30. Juni | Georges Perrot                      | französischer Klassischer Archäologe, Althistoriker und Epigraphiker             | 81    |       |
| 30. Juni | Johannes Ryf                        | Schweizer Jurist und Politiker                                                   | 69    |       |
| Juni     | Hermann Schroff                     | deutscher Zeitungschefredakteur in Rumänien, Ungarn und Chile                    | 69    |       |